# Chrysopa ypsilon
Chrysopa ypsilon is een insect uit de familie van de gaasvliegen (Chrysopidae), die tot de orde netvleugeligen (Neuroptera) behoort. 
Chrysopa ypsilon is voor het eerst wetenschappelijk beschreven door A. Costa in 1884. Het taxon geldt echter als een nomen dubium.